# Sítios das Colónias Penais Australianas
Os Sítios das Colónias Penais Australianas inclui uma seleção de 11 sítios penais, entre os milhares estabelecido pelo Império Britânico em solo australiano, nos séculos 18 e 19. Eles estão localizados na faixa costeira fértil a partir do qual os povos indígenas foram forçados a voltar, principalmente em torno de Sydney e na Tasmânia, bem como na Ilha Norfolk e em Fremantle. Eles abrigaram dezenas de milhares de homens, mulheres e crianças, condenados pela justiça britânica para o trabalho forçado nas colônias. Cada um dos sítios tinha uma finalidade específica, tanto em termos de encarceramento punitivo como de reabilitação através do trabalho forçado para ajudar a construir a colônia. 
Foi inscrito como Patrimônio Mundial da UNESCO por "apresentar os melhores exemplos de transporte de presos em larga escala e da expansão colonial da Europa com presença e trabalho de presidiários"

## Propriedades incluídas
As 11 colónias penais que constituem a propriedade Sítios das Colónias Penais Australianas são:
1. Zona Histórica de Kingston e Arthur's Vale, Ilha de Norfolk.
2. Antiga Casa e Domínio do Governador, Nova Gales do Sul.
3. Quartel de Hyde Park, Nova Gales do Sul.
4. Propriedades de Brickendon e Woolmers, Tasmânia.
5. Estação de Liberdade Condicional de Darlington, Tasmânia.
6. Antiga Grande Estrada Norte, Nova Gales do Sul.
7. Fábrica Feminina de Cascades, Tasmânia.
8. Sítio Histórico de Port Arthur, Tasmânia.
9. Sítio Histórico das Minas de Carvão, Tasmânia.
10. Estabelecimento Penal da Ilha Cockatoo, Nova Gales do Sul.
11. Prisão de Fremantle, Austrália Ocidental.

Todas estas propriedades constavam da Lista de Património Nacional da Austrália antes da inclusão na Lista de Património Mundial.